# Alonso de Ojeda
Alonso de Ojeda ili Alonso de Hojeda  (Cuenca, oko 1468. -  Santo Domingo, Dominikanska Republika, 1515.), španjolski pomorac i istraživač.

## Životopis
Ojeda je bio potomak osiromašene plemićke obitelji. Kao mladić bio je paž na dvorcu vojvode de Medinaceli, kod Don Luisa de Cerda, jednog od ranih mecena Kristofora Kolumba. Zahvaljujući protekciji biskupa de Burgosa i Juana Rodrigueza de Fonseca, kasnijeg biskupa Zapadnoidijskih Otoka dobio je priliku pratiti Kristofora Kolumba na njegovoj drugoj američkoj ekspediciji. Za vrijeme pobuna prastanovnika, Arawak indijanaca, dobio je problematičnu reputaciju. U Španjolsku se vratio 1496. Tamo je postao slavan nakon uhićenja Caciquea Caonaboa.
Na trećoj ekspediciji je Kolumbo otkrio da je obala Venezuele bogata biserima. Ojeda je 1499. poduzeo pljačkaški pohod s kartografima, baskom Juanom de la Cosa i firenincom Amerigom Vespucciem. Na tom pljačkaškom pohodu, koji je poduzeo s tri lađe, otkrio je Venezuelanski zaljev i poluotok Guajira. S 232 Indijanaca se preko Bahamskih otoka vratio u Španjolsku. Dvije godine kasnije se Ojeda proglasio namjesnikom u Maracaibu. Nakon mnogobrojnih pobuna prastanovnika i vlastite brodske posade Ojedu su mornari uhitili i doveli na Haiti, pred sud. Nakon deportacije s Haitija u Španjolsku je 1503. bio oslobođen krivnje. 
U sklopu iste ekspedicije je Ojeda otkrio obalu Guayane, našao se na ušću rijeke Orinoca te u Trinidadu. Uvalu je nazvao Venezuelom (mala Venecija) jer ga je podsjetila na uvalu Venecije.
Nakon povratka na Hispaniolu je Ojeda imao problema s Kolumbom. Kolumbo je bio mišljenja da Ojeda svojim otkrićima ugrožava njegove istraživačke privilegije. 1502. je Ojeda krenuo na novu ekspediciju koja ga je dovela na područje današnje Amerike. Tamo je snovao koloniju s imenom "Santa Cruz" koja nije dugo opstala. Odgovorna za propad kolonije je bila lijenost njegovih pomagača te ekstremna okrutnost prema prastanovništvu. Ojeda se posvadio sa svojim pomagačima, a oni su ga okrivili da je potajno prisvojio blago koje pripada kralju. Vratio se kao pritvorenik u Španjolsku gdje je morao pred sud. Iako je bio oslobođen krivnje, proces ga je finacijski ruinirao i njegova reputacija je bila oštećena.
Uspio se usprkos svemu još jednom vratiti na Hispaniolu jer je s njegovim bivšim partnerom Juanom de la Cosom želio osnovati koloniju na američkom kontinentu između Cabo de Vela i Uraba zaljeva. Nakon što je španjolsku vladu uvjerio u suvislost njegovog plana, dobio je njezinu podršku i počeo se spremati za svoju zadnju ekspediciju.
1505. je iznova pokušao ostvariti svoj san o kolonijalizaciji i to diljem čitave sjeverne obale Južne Amerike, ali nažalost nije imao uspjeha s "Novom Andaluzijom". Već pri iskrcaju na kopno je doživio prvi neuspjeh, neprijateljski nastrojeni prastanovnici su ih napali tako da su španjolci bili prisiljeni pobjeći. Ojeda se nije dao pokolebati tako da je na jednom drugom, prikladnom mjestu osnovao novu koloniju s imenom San Sebastian. Pri pokušaju nabave nove zalihe za San Sebastian Ojeda je doživio brodolom. Nije se više oporavio od tog gubitka i proveo je svoju starost u San Diegu u siromaštvu. Umro je usamljen.

## Vanjske poveznice
- Katolička enciklopedija